# Осово (Семёновский район)
Осово (укр. Осове) — бывшее село в Семёновском районе Черниговской области Украины. Село было подчинено Костобобровскому сельсовету.

## История
По состоянию на 1988 год население — 50 жителей. Решением Черниговского областного совета от 31.07.1997 года село снято с учёта, в связи с переселением жителей.

## География
Было расположено западнее села Воробьёвка. 